# Torbjörn Lindgren
Mats Torbjörn Lindgren, född 2 april 1956, är en svensk skulptör.
Torbjörn Lindgren är från Leksand, är självlärd och började skapa träskulpturer med motorsåg 2001. Han gjorde sig känd för en tre meter hög portal med björnar i Orsa rovdjurspark. Han har därefter gjort den sex meter höga Jämtälgen i Strömsund i Jämtland och den i Örebro stadspark stående fyra meter höga Inträde, där kända byggnader i Örebro är avbildade. Vid Derome trä- och nostalgimuseum i Derome står sedan 2009 den 4,3 meter höga Ängladans. 

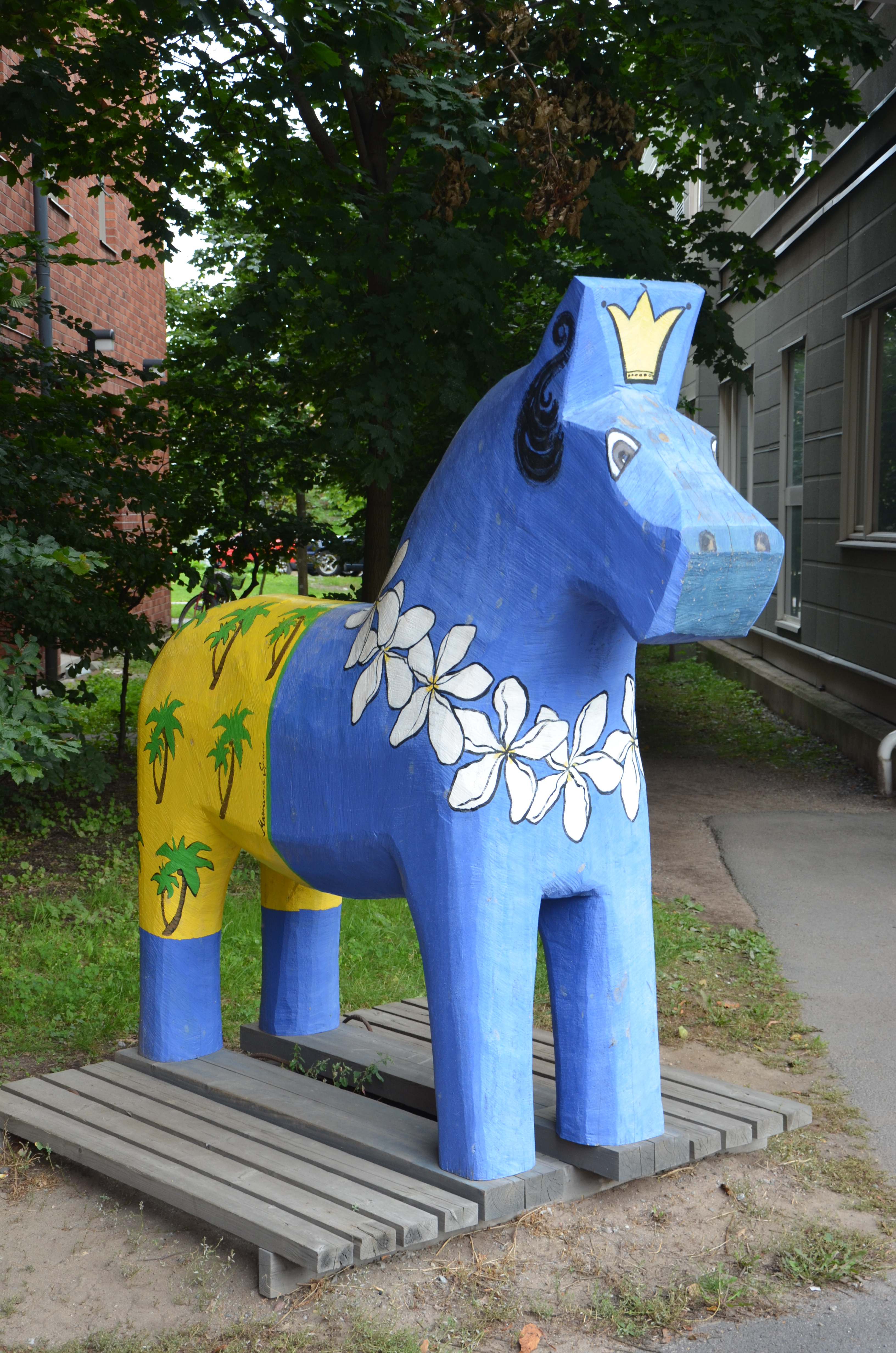
Swea Hawaii, en av 14 jubileumsdalahästskulpturer från 2004, numera vid Astrid Lindgrens barnsjukhus i Solna, av Torbjörn Lindgren med målningar av Marianne Sparre-Snelling

År 2004 fick han på uppdrag av Swea att göra fjorton två meter höga dalahästar, vilka sedan målades av kvinnliga konstnärer från lika många länder. Dessa står nu i USA, Sverige och Dubai samt i Tobetsu, Japan, den senare 2007 skänkt till Tobetsu av Leksands kommun. Där finns också Dansande par i kommunhuset. Han fick också göra den gigantiska rosa dalahästen som användes som maskot när melodifestivalen sändes från Leksand i februari 2006. År 2009 fick han uppdraget att skapa två dalahästar, tre respektive en och en halv meter höga, för svenska paviljongen vid världsutställningen i Shanghai 2010.

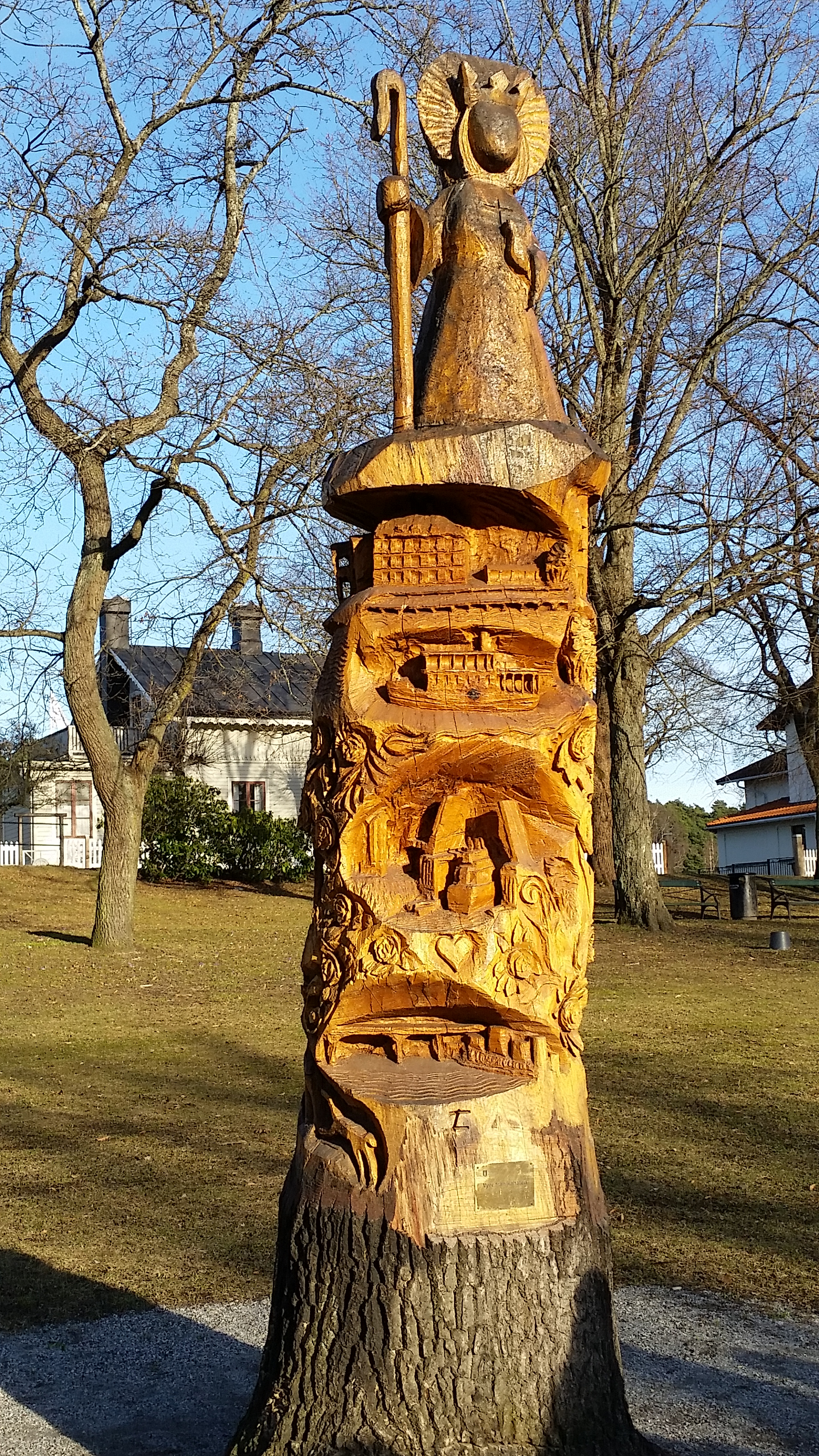
Vyer från kanalen (2013) i Södertälje stadspark.

År 2013 invigdes Vyer från kanalen med Sankta Ragnhild och kända byggnader, i Södertälje.

## Bildgalleri

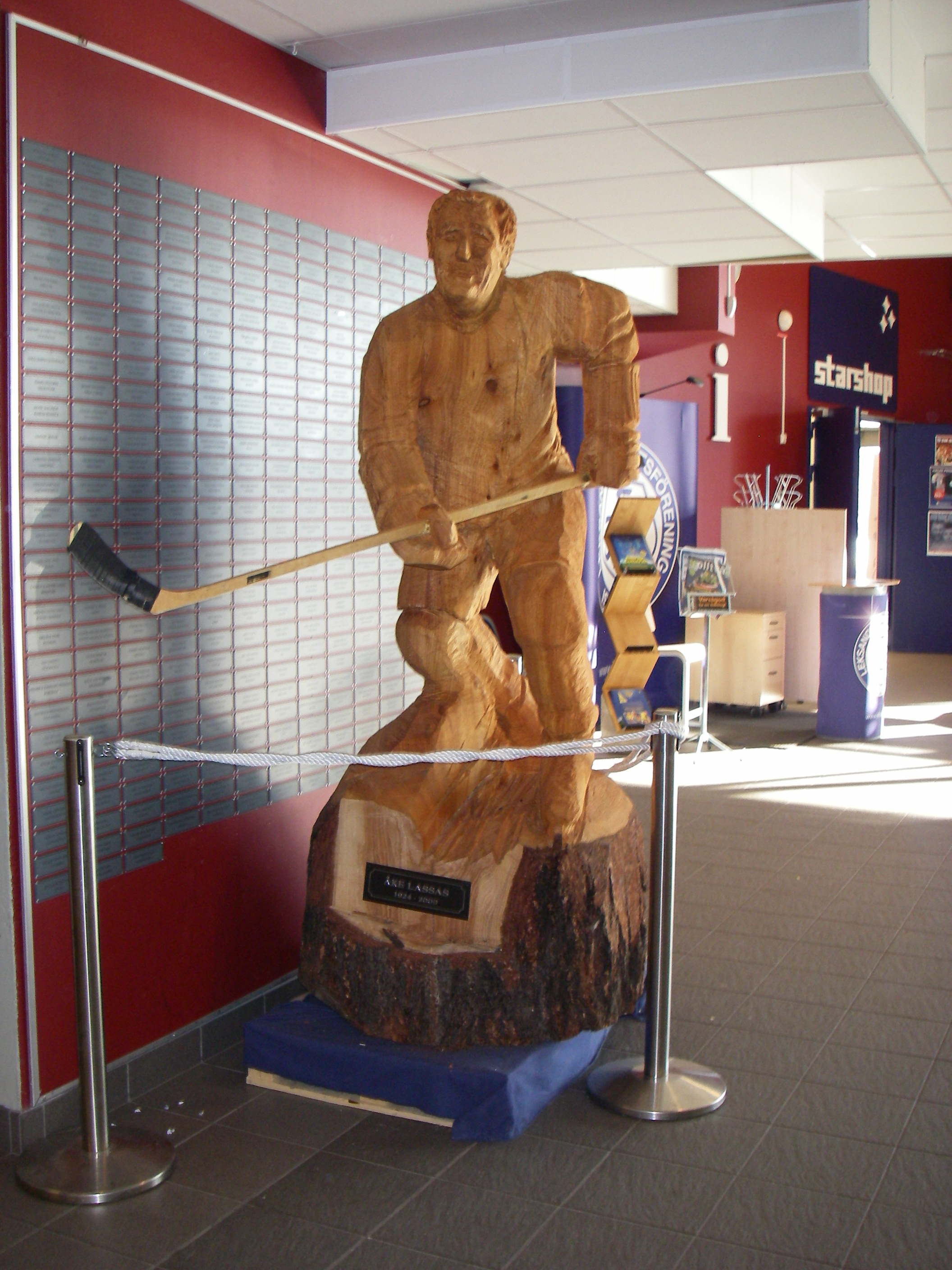
Åke Lassas i Tegera Arena
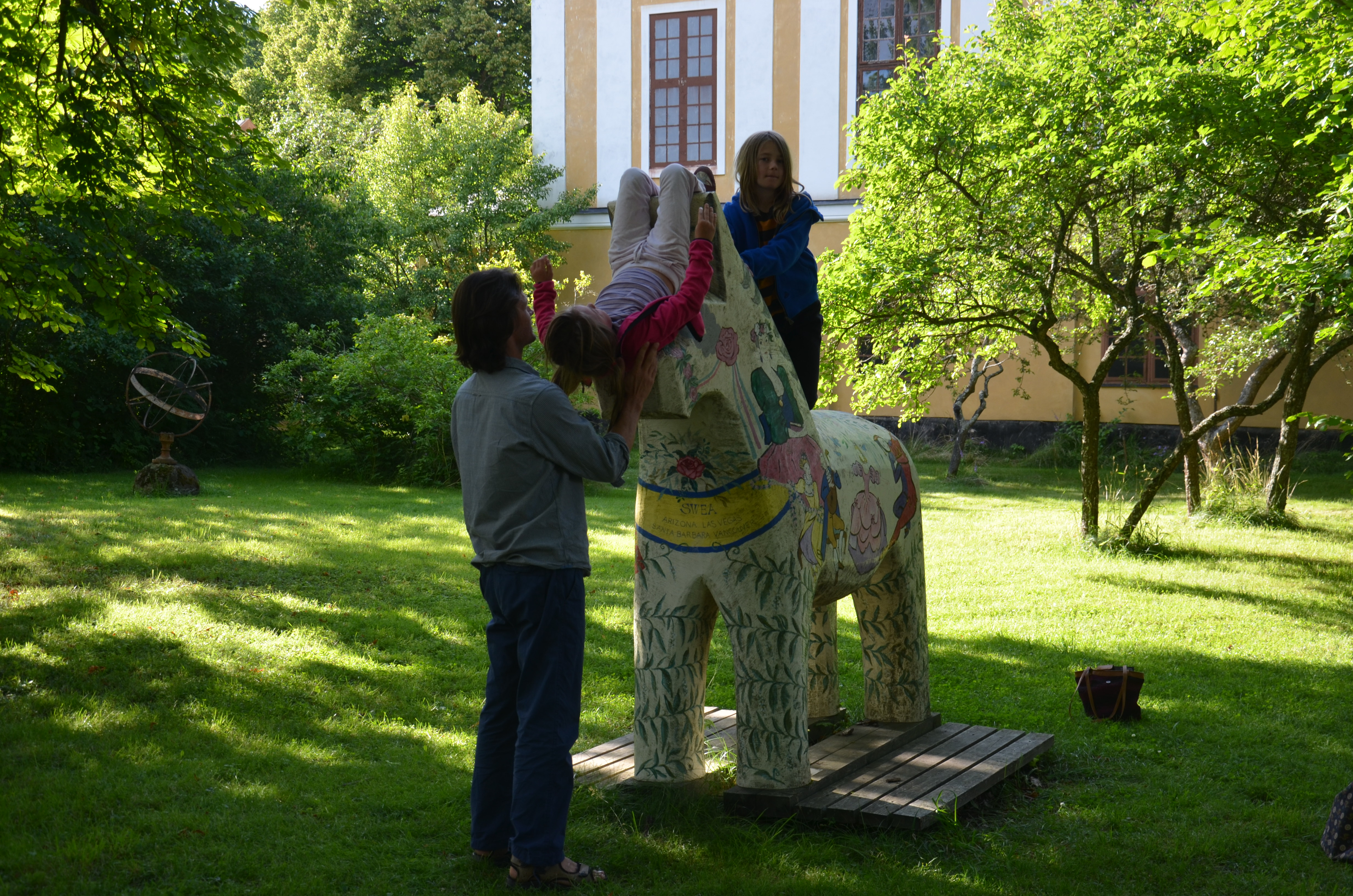
Swea Confidensen i Ulriksdal i Solna
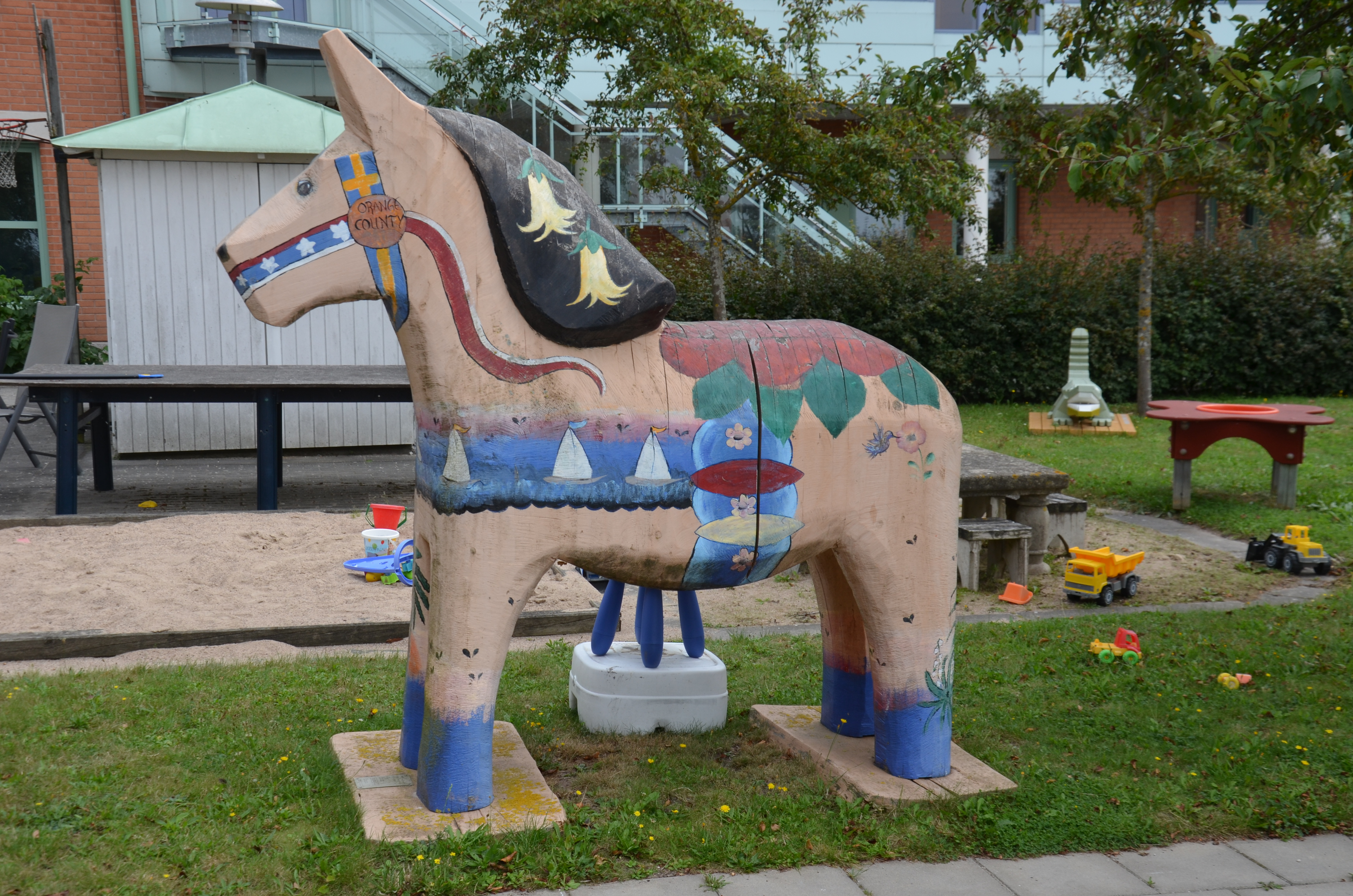
Swea Orange County och SanDiego i Visby